# Neivamyrmex maxillosus
Neivamyrmex maxillosus es una especie de hormiga guerrera del género Neivamyrmex, subfamilia Dorylinae. Esta especie fue descrita científicamente por Emery en 1900.
Se encuentra en Brasil y Panamá.